# Thomas W. Blackburn
Pour les articles homonymes, voir Blackburn (homonymie).
Cet article possède un paronyme, voir Thomas Blackburn.
Thomas W. Blackburn (1913 - 1992) est un scénariste et compositeur américain.

## Filmographie
Comme scénariste
- 1947 : Killer at Large (en)
- 1950 : Colt .45
- 1951 : Sierra Passage
- 1952 : Panique à l'Ouest (Cattle Town)
- 1953 : Cow Country
- 1954 : Le Cavalier traqué
- 1954 : Davy Crockett, roi des trappeurs (Davy Crockett, King of the Wild Frontier)
- 1956 : The Wild Dakotas
- 1956 : Davy Crockett et les Pirates de la rivière (Davy Crockett and the River Pirates)
- 1956 : Sur la piste de l'Oregon (Westward Ho the Wagons!)
- 1957 : Johnny Tremain
- 1957 : Maverick (série TV)
- 1957 : The Saga of Andy Burnett (TV)
- 1959 : El Redentor
- 1965 : Mara of the Wilderness
- 1966 : Johnny Tiger
- 1973 : Santee

Comme compositeur
- 1956 : Davy Crockett et les Pirates de la rivière (Davy Crockett and the River Pirates)